# Monastyr (rejon tołoczyński)
Monastyr (biał. Манасты́р) – wieś na Białorusi w rejonie tołoczyńskim obwodu witebskiego. We wsi znajduje się ruina cerkwi Św. Trójcy z 1890.

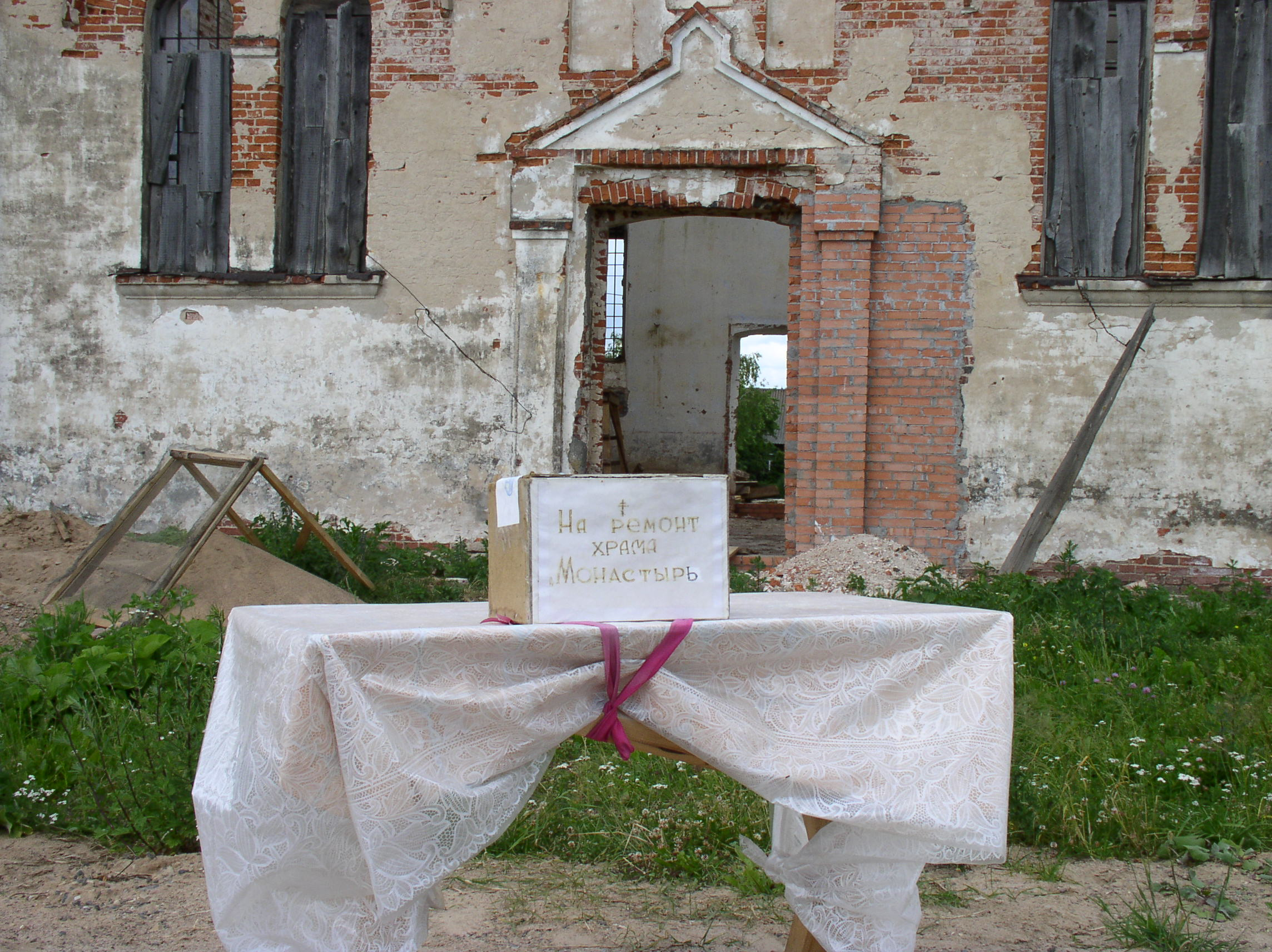
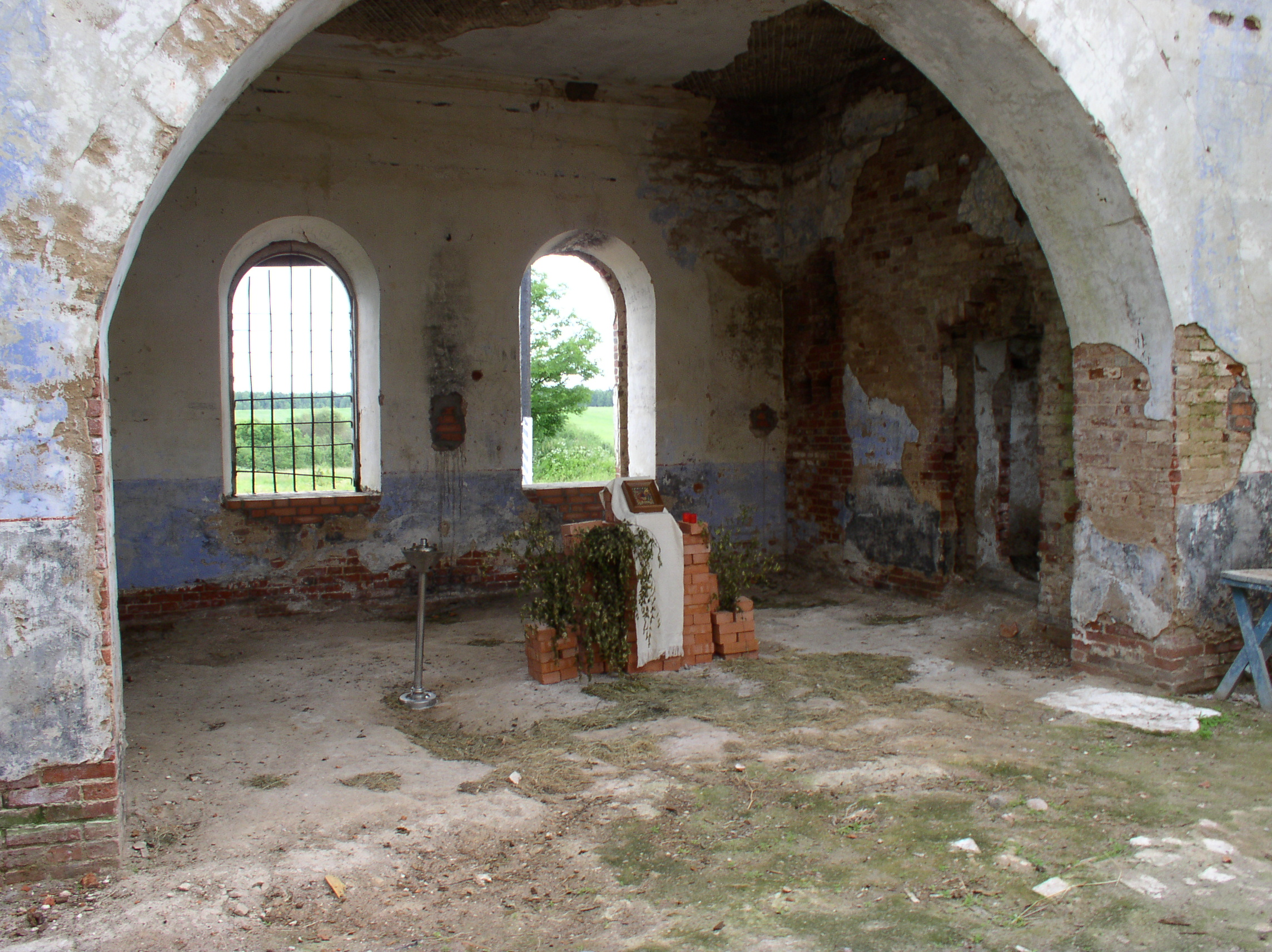
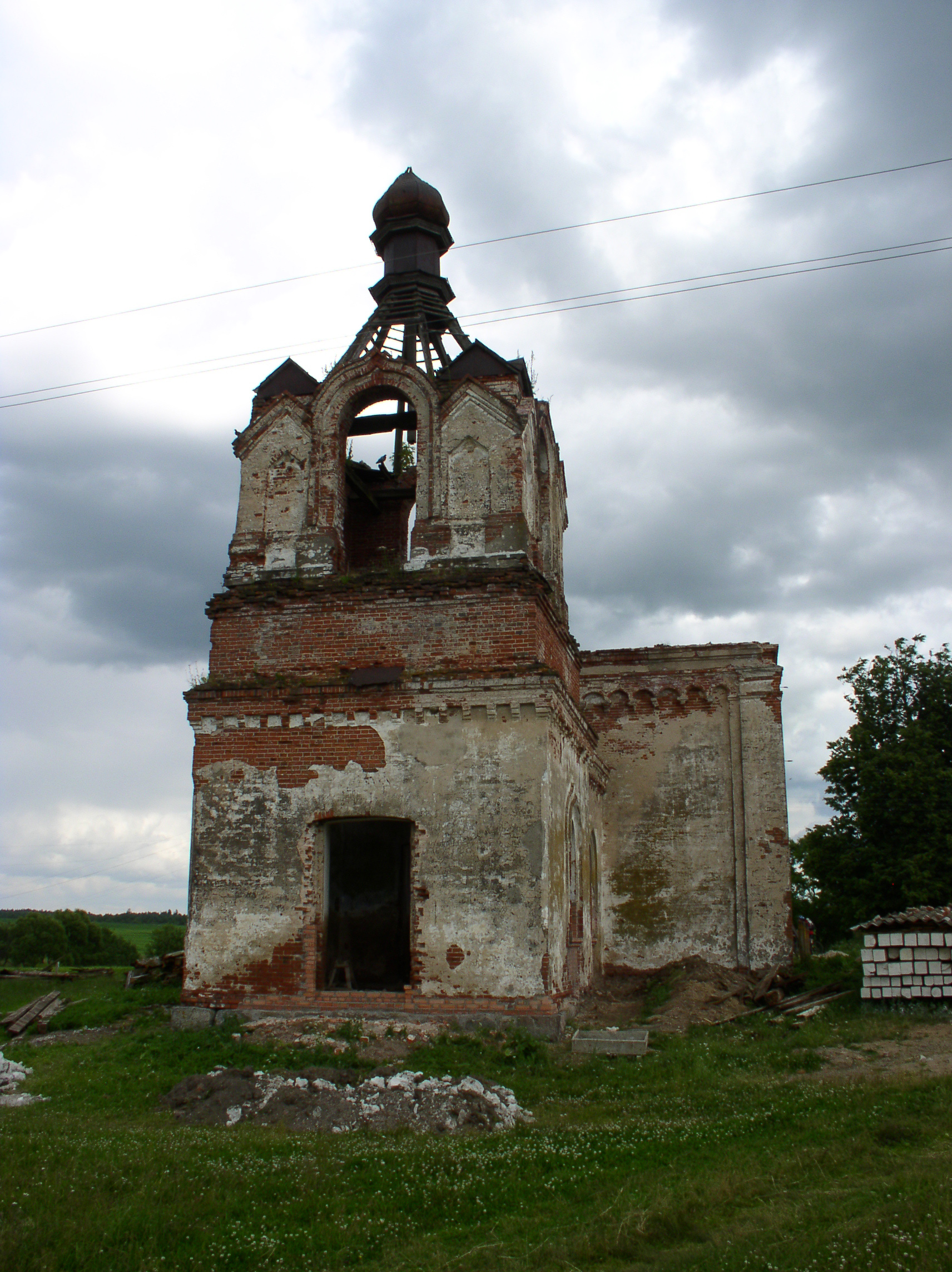